# Sistema mundial de socorro y seguridad marítimos
El Sistema mundial de socorro y seguridad marítimos (SMSSM), en inglés Global Maritime Distress Safety System (GMDSS), es un conjunto de procedimientos de seguridad, equipos y protocolos de comunicación diseñados para aumentar la seguridad, facilitar la navegación y el rescate de embarcaciones en peligro.
Este sistema está regulado por el Convenio internacional para la protección de la vida humana en el mar (SOLAS), aprobado bajo los auspicios de la Organización Marítima Internacional (OMI), organismo dependiente de la ONU. Está en operación en los buques mercantes y de pasaje desde 1999. 
El SMSSM se compone de diversos sistemas, algunos de los cuales son nuevos, pero la mayoría llevan operando varios años. El sistema trata de llevar a cabo las siguientes operaciones: alerta (incluyendo posición), coordinación de búsqueda y rescate, localización (posicionamiento), provisión de información marítima, comunicaciones generales y comunicaciones de puente a puente. Los requerimientos de radio dependen del área de operación del buque más que de su tipo o tonelaje. El sistema posee mecanismos de alerta redundantes y fuentes específicas de alimentación de emergencia.

## Componentes del sistema SMSSM
Los principales equipos usados por el sistema SMSSM son:

### Baliza de indicación de posición en situación de emergencia (EPIRB-RLS)

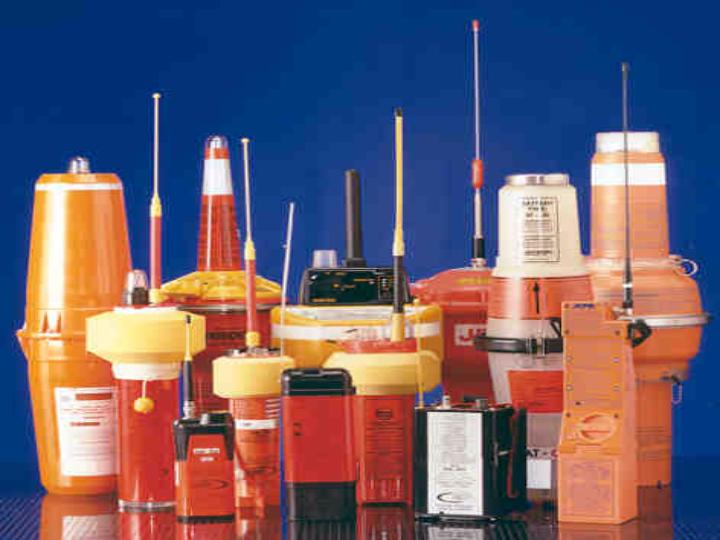
Diferentes modelos de EPIRB.

Una radiobaliza EPIRB-RLS (Emergency Position-Indicating Radio Beacon, Radiobaliza de Localización de Siniestros) está diseñada para transmitir a un centro de coordinación de rescate la identificación y posición exacta de un buque en cualquier lugar del mundo. Se activa automáticamente al entrar en contacto con el agua en caso de hundimiento. Emiten en las frecuencias 406 MHz. (EPIRB), 121.5 MHz. (PLB - Radiobalizas personales) y 243 MHz. (ELT - Emiter Local transmiter, usadas por las aeronaves SAR).
Es obligatoria en los buques mayores de 300 TRG que efectúen viajes internacionales desde el 1 de agosto de 1993, asimismo a los buques de pasaje cualquiera que sea su tamaño (Convenio SOLAS)

### NAVTEX
El NAVTEX es un sistema automático de telegrafía de impresión directa que distribuye avisos de seguridad marítima, pronósticos del tiempo, noticias y otros tipos de informaciones similares a los buques (MSI) Maritime Safety Information.
Navtex es un receptor que debe ser previamente programado para recibir desde estaciones costeras determinadas, también denominadas ÁREAS y también el tipo de mensaje que se quieren recibir además de los obligatorios (A, B, D y L). 
Información Sobre Seguridad Marítima = Información de ayuda a los navegantes marítimos tales como meteorología, radioavisos náuticos, búsqueda y salvamento, servicios de practicaje y algunas radioayudas náuticas.
Radioavisos náuticos = avisos que pueden afectar a la navegación tales como hielos a la deriva, faros apagados, balizas desaparecidas o fuera de su sitio, ejercicios de armas, etc.

### INMARSAT
La red de satélites operados por  Inmarsat, bajo supervisión de la Organización Marítima Internacional (OMI), es un elemento clave del sistema SMSSM. 
Esta red proporciona comunicación de voz o fax entre buques o entre buques y tierra, sistema de avisos de alerta y noticias, así como servicios de transferencia de datos y télex a los centros de coordinación de rescate. Actualmente gran parte de la flota mercante dispone de correo electrónico a través de este sistema.
Estos satélites se encuentran en órbita geoestacionaria, o geosíncronica, a una altura de 34.000 km aproximadamente, se denominan AOR-E (1) o del Atlántico Este, POR (2) o del Pacífico, IOR (3) o del Índico y AOR-W (4 o 0) o del Atlántico Oeste.
Los satélites de INMARSAT proveen servicios de comunicaciones de voz, télex, data y televisión, y por medio de los canales de voz se puede enviar Facsimile y datos.
Originalmente se denominaba INMARSAT (International Maritime Satellite), actualmente y habiendo incluido servicios diferentes a los de las comunicaciones, como es la localización, se conoce como Organización Internacional de Servicios Móviles por Satélites.
- Geoestacionaria o geosincrona = que gira a la misma velocidad con que gira la tierra

### Radio de onda corta
El sistema SMSSM incluye radioteléfono de onda corta (HF, por sus siglas en inglés), rango de frecuencias de 3 a 30 MHz. También se pueden recibir avisos por medio de este sistema utilizando llamada selectiva o DSC, aunque va quedando obsoleto ante nuevas tecnologías. No obstante algunos gobiernos contratantes de países del tercer mundo o subdesarrollados siguen utilizando el sistema. La tecnología de radio de onda corta, si bien es antigua, funciona muy bien incluso en zonas de baja cobertura de satélites, como son las zonas más allá de los 60° de latitud sur o norte (Zona A4)

### Transpondedores

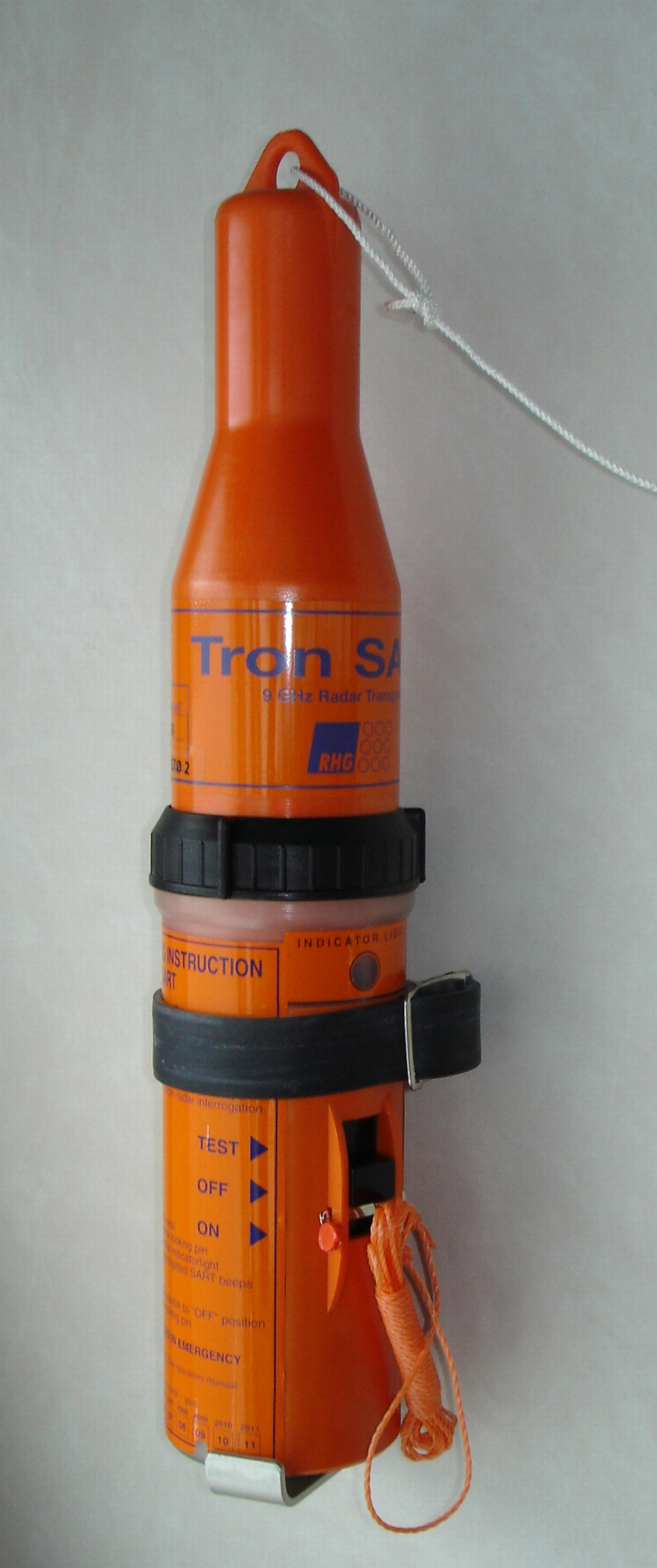
Transpondedores para RADAR.

El sistema SMSSM incluye generalmente al menos dos transpondedores (SART - Search And Rescue Transponder) que se utilizan para localizar los botes de rescate. Existen dos variantes, SART Transponder, que funcionan con el radar de banda X y el AIS Transponder, que activa su emisión al recibir una señal de un AIS activo. Tras un abandono del buque, cada uno de los botes debe montar uno de los transpondedores a bordo del buque.

## Áreas marinas del SMSSM
El sistema SMSSM divide todos los mares en cuatro áreas de navegación. Según el área en el cual opera el buque deberá llevar a bordo algunos o todos los equipos del sistema SMSSM. 
- Zona A1 Es aquella zona que está bajo la cobertura de una estación en tierra que posea cobertura total en VHF LSD canal 70.
- Zona A2 Es aquella zona que está bajo la cobertura de una estación en tierra que posea cobertura total en MF LSD en la frecuencia de socorro de 2.187,5 kHz, excluyendo la zona A1.
- Zona A3 Es aquella zona de la que se excluyen las zonas marítimas A1 y A2, comprendida en el ámbito de cobertura de uno o varios satélites geoestacionarios de INMARSAT, en la que se dispondrá continuamente del alerta. Aproximadamente entre los 76° norte y los 76° sur.
- Zona A4 Es aquella zona que no está comprendida en ninguna de la zonas anteriores. Actualmente sería aproximadamente por encima de los 76° norte y de los 76° sur (zonas polares, excepto aquellas zonas que sean A1, A2 o A3).

## Falsas alarmas y herramientas de capacitación
Los elevados niveles de falsas alarmas (más del 90 por ciento), la pobreza de los cursos de formación de los operadores, el incumplimiento de las instalaciones de salvamento en tierra de muchos países, la falta de una base globalizada de datos o la precariedad de asistencia técnica en los puertos ha puesto en entredicho la efectividad de este sistema. Un ejemplo de ello es el hundimiento del transbordador egipcio Al-Salam Bocaccio 98 en febrero de 2006.
Con objeto de disminuir la cantidad de falsas alarmas existen diversas herramientas de capacitación en el mercado, entre las más destacadas se encuentran los simuladores de equipos SMSSM con el propósito de capacitar a la gente de mar en el uso de los mismos.
La necesidad de estas herramientas reside en que no pueden realizarse pruebas ni simulacros sobre el sistema real, pues no es posible generar «alarmas de prueba» ni tampoco interferir en el espacio de comunicaciones reales. Hacerlo sería poner en riesgo la eficacia del sistema. De esto se desprende la importancia que tiene el contar con un simulador GMDSS/SMSSM que reproduzca fielmente las condiciones existentes en las comunicaciones marítimas.

## Recomendaciones del uso del sistema
Se deben de seguir una serie de prácticas para el buen funcionamiento y uso del sistema SMSSM, en especial en las embarcaciones de recreo ya que en ellas el buen funcionamiento de las instalaciones y componentes dependen de la diligencia de los usuarios. Por ello es recomendable seguir ciertas prácticas:
- Las radiobalizas deben estar con baterías y zafa hidroestática de liberación en debidas condiciones de carga y periodo utíl. Esto se puede asegurar mediante la inspección de las etiquetas o certificar mediante informe de la Entidad Colaboradora de Inspección (por lo general las baterías de la radiobaliza tienen una validez de 4 años y la zafa hidroestática de 2).
- Tener en vigor la licencia de estación de barco en la que conste los equipos de radio de a bordo.
- Mantener los equipos encendidos y estar a la escucha del canal 16 de VHF. Si se dispone de un equipo de llamada selectiva digital (LSD), se mantendrá en la escucha del canal de socorro en las frecuencias del canal 70 de VHF y 2.187,5 kHz de Onda Media/MF.
- Respetar el uso de los canales de socorro.
- Estar al tanto de las previsiones meteorológicas.
- El teléfono móvil no forma parte del sistema SMSSM y no puede sustituir a ninguno de sus componentes.
- Si se ha emitido una falsa alarma hay que avisar lo más rápidamente posible para impedir movilizaciones de los equipos de salvamento innecesarias.
- El Número de Identificación del Servicio Móvil Marítimo, el MMSI, debe estar programado en el equipo LSD.

### Actuación en situaciones de emergencia
Ante una situación de emergencia se deben seguir ciertas pautas de actuación. Las situaciones de emergencia pueden ser propias o de terceros.

#### Situaciones propias
- Transmitir la alerta por el equipo LSD (Llamada Selectiva Digital) pulsando el botón de socorro del equipo de radio (DISTRESS) hasta recibir "acuse de recibo". Si se dispone de tiempo es mejor realizar la llamada de socorro mediante el canal 16 de VHF o la frecuencia 2.182 kHz de Onda Media del siguiente modo:

1. MAYDAY, MAYDAY, MAYDAY. Pronunciando MEDÉ, MEDÉ, MEDÉ (del francés M'aidez! "¡Ayúdenme!").
2. AQUÍ LA EMBARCACIÓN (nombre de la embarcación). Call Sign de la embarcación (y número MMSI si se realizado la llamada por DSC y no por voz)  Repetir tres veces.
3. ESTOY EN POSICIÓN (coordenadas GPS o coordenadas respecto a un punto fijo a tierra (demora y distancia)).
4. NECESITO AYUDA INMEDIATA A CAUSA DE (causa de la emergencia).

- Activar la radiobaliza.
- Si se precisa ayuda pero no hay situación de peligro se debe utilizar el sistema LSD en la categoría de urgencia y emitir a continuación la señal "PAN PAN, PAN PAN, PAN PAN" en las frecuencias de socorro canal 16 de VHF o la frecuencia 2.182 kHz de Onda Media.
- Si se ha solventado la emergencia antes de la llegada del socorro se debe avisar lo más rápidamente posible del hecho.

#### Situaciones de terceros
- Si recibe una señal de socorro de otra embarcación acudir lo más rápidamente posible a su auxilio sin poner en peligro la propia vida. Si no recibe un May Day Realay de ninguna costera se realizará un "MEDE RELE" a nombre de la embarcacción en situación de Distress.
- Contactar con los centros de socorro u otros buques que estén en las proximidades.
- Mantenerse a la escucha de las frecuencias de socorro (canal 16 de VHF o la frecuencia 2.182 kHz de onda media) y seguir las instrucciones del Centro de salvamento o de la estación Costera correspondiente.

## Equipamientos a instalar en embarcaciones de recreo
En el caso de España, la legislación actual regula que, según la zona de navegación señalada en su certificado de navegabilidad, una embarcación de recreo debe montar los siguientes equipos radioeléctricos :
| Zona de navegación | 1           | 2           | 3           | 4           | 5           | 6 | 7                |
| ------------------ | ----------- | ----------- | ----------- | ----------- | ----------- | - | ---------------- |
| Distancia (millas) | Ilimitada   | 60          | 25          | 12          | 5           | 2 | Aguas protegidas |
| MF/HF o INMARSAT   | Obligatorio | Recomendado |             |             |             |   |                  |
| NAVTEX             | Obligatorio | Recomendado |             |             |             |   |                  |
| SART               | Obligatorio | Recomendado | Recomendado |             |             |   |                  |
| VHF portátil       | Obligatorio | Obligatorio |             |             |             |   |                  |
| EPIRB-RLS          | Obligatorio | Obligatorio | Obligatorio |             |             |   |                  |
| GPS                | Obligatorio | Obligatorio | Obligatorio | Obligatorio | Obligatorio |   |                  |
| VHF                | Obligatorio | Obligatorio | Obligatorio | Obligatorio | Obligatorio |   |                  |

Todos los equipos de radio deben de llevar la marca "CE" o disponer del Certificado de Conformidad, que otorga Marina Mercante

## Regulación por países
- En España su utilización en embarcaciones de recreo está regulada por el Real Decreto 1185/2006 desde octubre de 2006.

- En España a partir del 1 de abril de 2013 cesa la escucha en la frecuencia de socorro de fonía en 2.182 kHz por parte de las estaciones costeras. Para contactar con la estación costera se deberá solicitar llamada digital LSD en la frecuencia de 2.187,5 kHz, la costera le indicara entonces la frecuencia de trabajo para fonía.